# Ёсикава, Мицуко
Мицуко Ёсикава (яп. 吉川満子  Ёсикава Мицуко:). Родилась 21 июня 1901 года в Токио, Япония — умерла 8 августа 1991 года там же — японская актриса, получившая известность, сыграв в нескольких фильмах выдающегося мастера режиссуры японского и мирового кино Ясудзиро Одзу.

## Биография
После окончания начальной школы поступила в 1924 году в институт Shochiku Kinema, перейдя на следующий год на работу в студию «Камата» (яп.) кинокомпании «Сётику», где в 1926 году дебютировала ролью в фильме «Свет павлина».
С 1928 года начнётся многолетнее сотрудничество актрисы с режиссёром Ясудзиро Одзу, в фильмах которого она снимется неоднократно. Наиболее известные работы в фильмах мастера режиссуры Одзу были связаны с образами матерей: «Девушка и борода» (1931), «Родиться-то я родился…» (1932), «Маму нужно любить» (1934), «Единственный сын» (1936).
Этот образ, матери — настолько гармонировал с её индивидуальностью, что стал ассоциироваться в японском кино именно с исполнением Мицуко Ёсикавы. В этом амплуа актриса проживёт на киноэкране всю свою актёрскую карьеру, исполнив многочисленные роли матерей не только у Ясудзиро Одзу, но и в фильмах других мастеров японского кино: Хэйноскэ Госё, Хироси Симидзу, Микио Нарусэ, Кэйсукэ Киноситы, Кона Итикавы.
За почти шестьдесят лет работы в кинематографе (а с 1958 года актриса много снималась и на телевидении) её фильмография насчитывает 261 фильм.
Умерла 8 августа 1991 года в возрасте 90 лет от обширного инфаркта.

## Избранная фильмография
- 1928 — «Пара в разъезде», 引越し夫婦, Hikkoshi fufu, реж. Ясудзиро Одзу, —  Тиёко, жена Эйкити (фильм не сохранился)
- 1928 — «Красивое тело», 肉体美, Nikutaibi, реж. Ясудзиро Одзу, — (фильм не сохранился)
- 1929 — «Жизнь служащего», 会社員生活, Kaishain seikatsu, реж. Ясудзиро Одзу, — Фукуко Цукамото (фильм не сохранился)
- 1930 — «Курс супружеской жизни», 結婚学入門, Kekkongaku nyûmon, реж. Ясудзиро Одзу, — девушка в баре (фильм не сохранился)
- 1930 — «Упущенная удача», 足に触った幸運, Ashi ni sawatta koun, реж. Ясудзиро Одзу, — Тосико, жена Котаро Фурукава (фильм не сохранился)
- 1930 — «История Кинуё», 絹代物語, Kinuyo monogatari, реж. Хэйноскэ Госё
- 1930 — «Воинственные супруги», チャンバラ夫婦, Chambara fufu, реж. Микио Нарусэ — Дзиро
- 1931 — «Девушка и борода», 淑女と髭, Shukujo to hige, реж. Ясудзиро Одзу — мать Теруо и Икуко
- 1931 — «Млечный путь»), 銀河, Ginga, реж. Хироси Симидзу — Ёрико, жена Кэнтаро
- 1931 — «Может любовь будет с нами»,  愛よ人類と共にあれ　前篇　日本篇, Ai yo jinrui to tomo ni are - Zenpen: Nihon hen, реж. Ясудзиро Симадзу — Мисао
- 1931 — «Печали красавицы»,  美人と哀愁, Bijin aishu, реж. Ясудзиро Одзу, — Мицуко (фильм не сохранился)
- 1931 — «Розовый соблазн», 桃色の誘惑, Momoiro no yûwaku, реж. Хиромаса Номура
- 1932 — «---», 金色夜叉, Konjiki yasha, реж. Хотэи Номура — госпожа в доме гейш
- 1932 — «Манчжурский марш», 満州行進曲, Manshu koshin-kyoku, реж. Ясуси Сасаки, Хироси Симидзу — Томико
- 1932 — «Грудь сестры», 乳姉妹, Chikyodai, реж. Хотэи Номура
- 1932 — «Родиться-то я родился…», 大人の見る絵本 生れてはみたけれど, Umarete wa mita keredo, реж. Ясудзиро Одзу, — жена Ёсии и мать Кэйдзи и Рёити
- 1932 — «Солнце с Востока», 太陽は東より, Taiyo wa higashi yori, реж. Сэссю Хаякава — Акико, сестра Миёко
- 1932 — «Роман на студии», 撮影所ロマンス・恋愛案内, Satsueijo romansu, renai annai, реж. Хэйноскэ Госё
- 1932 — «До новой встречи», また逢ふ日まで, Mata au hi made, реж. Ясудзиро Одзу, — девушка (фильм не сохранился)
- 1932 — «Травиата», 椿姫, Tsubakihime, реж. Ёсинобу Икэда
- 1932 — «Любовь, связанная с небом», 天国に結ぶ恋, Tengoku ni musubu koi, реж. Хэйноскэ Госё — госпожа Иидзима
- 1932 — «Первые шаги после высадки на берег»,  上陸第一歩, Joriku dai-ippo, реж. Ясудзиро Симадзу
- 1932 — «Страсть», 情熱, Jônetsu, реж. Хироси Симидзу — мать
- 1933 — «С тобой мы в разлуке», 君と別れて, Kimi to wakarete, реж. Микио Нарусэ — Кикуэ
- 1933 — «Еженощные сны», 夜ごとの夢, Yogoto no yume, реж. Микио Нарусэ — жена соседа
- 1933 — «Возраст начинающих», かけ出し時代, Kâkedashî jidaî, реж. Киёси Саэки — Матико Анэ
- 1933 — «Девичьи скитания», さすらいの乙女, Sasurai no otôme, реж. Хотэи Номура — Томико
- 1933 — «Барчук в колледже», 大学の若旦那, Daigaku no wakadanna, реж. Хироси Симидзу — хозяйка ресторана
- 1934 — «Родословная женщины», 婦系図, Onna keizu, реж. Хотэи Номура, — Коёси Идзуми
- 1934 — «Маму нужно любить», 母を恋はずや, Haha wo kowazuya, реж. Ясудзиро Одзу, — мама, Тиэко
- 1934 — «Барчук в колледже 3», 大学の若旦那・太平楽, Daigaku no wakadanna: Taiheiraku, реж. Хироси Симидзу — Онобу, мать
- 1934 — «Затмение», 金環蝕, Kinkanshoku, реж. Хироси Симидзу — мать Осаки
- 1934 — «Барчук в колледже 4», 大学の若旦那・日本晴れ, Daigaku no wakadanna: Nihonbare, реж. Хироси Симидзу, — Оцунэ, мать
- 1935 — «Мужчина в самом расцвете сил», 若旦那　春爛漫, Wakadanna haru ranman, реж. Хироси Симидзу — мать
- 1935 — «Невинная девушка», 箱入娘, Hakoiri musume, реж. Ясудзиро Одзу, — Отака (фильм не сохранился)
- 1935 — «Юношеская невинность сына босса», 若旦那　春爛漫, Wakadanna haru ranman, реж. Хироси Симидзу — мать
- 1935 — «Бремя жизни»,  人生のお荷物, Jinsei no onimotsu, реж. Хэйноскэ Госё — Тамако Фукусима
- 1935 — «Герой Токио», 東京の英雄, Tokyo no eiyu, реж. Хироси Симидзу — Харуко Нэмото
- 1935 — «Любовь в роскоши», 恋愛豪華版, Ren’ai gōka ban, реж. Хироси Симидзу — госпожа Нэмото
- 1936 — «Небо и земля бесплатно», 自由の天地, Jiyū no tenchi, реж. Хироси Симидзу — мать
- 1936 — «Женщина ночи», 朧夜の女, Oboroyo no onna, реж. Хэйноскэ Госё — Окиё, жена Фумикити
- 1936 — «Единственный сын», ひとり息子, Hitori musuko, реж. Ясудзиро Одзу, — Така
- 1936 — «Новый путь», 新道, Shindo, реж. Хэйноскэ Госё — жена Мунаката
- 1937 — «Золотой демон», 金色夜叉, Konjiki yasha, реж. Хироси Симидзу — мать Омия
- 1937 — «Песня цветочной корзины», 花籠の歌, Hana-kago no uta, реж. Хэйноскэ Госё
- 1937 — «Что забыла дама?», 淑女は何を忘れたか, Shukujo wa nani o wasureta ka, реж. Ясудзиро Одзу — Мицуко
- 1937 — «Женщина-врач и наставник Кинуё», 女医絹代先生, Joi Kinuyo sensei, реж. Хиромаса Номура — Ёнэ, мать Ясуо
- 1937 — «Не говори своей жене», 奥様に知らすべからず, Okusama ni shirasu bekarazu, реж. Минору Сибуя — Мицуко, жена Кавады
- 1937 — «Дети на ветру», 風の中の子供, Kaze no naka no kodomo, реж. Хироси Симидзу — мать
- 1938 — «Мать и дочь», 母と子, Haha to ko, реж. Минору Сибуя — Орин, мать
- 1938 — «Если б только в нашем доме была мать», わが家に母あれ, Wagaya ni hahaare, реж. Минору Сибуя
- 1938 — «Древо Айдзэн» Части I и II, 愛染かつら, Aizen katsura реж. Хиромаса Номура — Садаэ
- 1938 — «Домашний дневник»,  家庭日記, Katei nikki, реж. Хироси Симидзу — Ясуко
- 1939 — «Наивный дуэт», 純情二重奏, Junjô nijûsô, реж. Ясуси Сасаки — Осуми
- 1939 — «Дети во все времена года», 子供の四季, Kodomo no shiki, реж. Хироси Симидзу — мать
- 1939 — «Древо Айдзэн. Часть III», 続愛染かつら, Zoku aizen katsura, реж. Хиромаса Номура — Садаэ
- 1939 — «Древо Айдзэн. Часть IV», 愛染かつら　完結篇, Aizen katsura - Kanketsu-hen, реж. Хиромаса Номура — Садаэ
- 1940 — «Нобуко», 信子, Nobuko, реж. Хироси Симидзу, — госпожа Хосокава
- 1940 — «Первая любовь Кинуё», 絹代の初恋 , Kinuyo no hatsukoi, реж. Хиромаса Номура — Сигэ, мать Онобу
- 1941 — «---», 暁の合唱, Akatsuki no gassho, реж. Хироси Симидзу
- 1941 — «Братья и сёстры семьи Тода», 戸田家の兄妹, Todake no kyodai, реж. Ясудзиро Одзу — Тидзуру
- 1941 — «Цветок», 花, Hana, реж. Кодзабуро Ёсимура
- 1941 — «Страна вишен», 桜の国, Sakura no kuni, реж. Минору Сибуя — Сидзуэ
- 1943 — «Живой Магороку», 生きてゐる孫六, Ikite iru Magoroku, реж. Кэйсукэ Киносита
- 1945 — «Песнь победы» (фильм из 4-х новелл), 必勝歌, Hisshôka, реж. Масахиро Макино, Кэндзи Мидзогути, Хироси Симидзу и Томотака Тасака — мать Итиро
- 1947 — «Рассказ домовладельца», 長屋紳士録, Nagaya shinshiroku, реж. Ясудзиро Одзу — Кикуко
- 1948 — «Цветок расцветает», 眞知子 より－ 花ひらく, Hana hiraku - Machiko yori, реж. Кон Итикава — мать Матико
- 1948 — «365 ночей: Токио», 三百六十五夜　東京篇, Sambyakurokujugo ya - Tokyo-hen, реж. Кон Итикава — Сидзу Оэ
- 1948 — «365 ночей: Осака», 三百六十五夜　大阪篇, Sambyakurokujugo ya - Osaka-hen, реж. Кон Итикава — Сидзу Оэ
- 1949 — «Девочка-преступница», 不良少女, Furyô shôjo, реж. Микио Нарусэ — мать Матико
- 1950 — «Обручальное кольцо», 婚約指環, Konyaku yubiwa, реж. Кэйсукэ Киносита
- 1951 — «К югу», 南風, Minamikaze, реж. Цуруо Ивама
- 1952 — «Утренние волнения», 朝の波紋, Asa no hamon, реж. Хэйноскэ Госё — мать Нумасава
- 1955 — «Взросление», たけくらべ, Takekurabe, реж. Хэйноскэ Госё
- 1959 — «Дневник Каратати», からたち日記, Karatachi nikki, реж. Хэйноскэ Госё
- 1960 — «Синран», 親鸞, Shinran, реж. Томотака Тасака — Тамахихимэ
- 1964 — «Источники Акицу», 秋津温泉, Akitsu onsen, реж. Ёсисигэ Ёсида — жена священника
- 1967 — «---», Tabiji, реж. Синдзи Мураяма — Мити
- 1968 — «Пруд кошки-призрака Отама», 怪猫呪いの沼, Kaibyô noroi numa, реж. Ёсихиро Исикава — Куми
- 1984 — «Похороны», お葬式, Osôshiki, реж. Дзудзо Итами — госпожа Ивакири